# 京都市立聚楽小学校
京都市立聚楽小学校（きょうとしりつ じゅらくしょうがっこう）は、京都市上京区にあった公立小学校。明治2年（1869年）に京都で設立された64の番組小学校の一つとして開校し、平成9年（1997年）に、京都市立桃薗西陣小学校、京都市立成逸小学校と共に、京都市立西陣中央小学校に統合され、閉校した。

## 概要
学校名の由来は、豊臣秀吉が建造した聚楽第の一角に位置することによる。

## 沿革
- 1869年（明治2年） - 上京第十五番組小学校として北俵町に開校[4][5]（開校日:10月16日[1]）
- 1875年（明治8年） - 校名を聚楽に改称[5]
- 1997年（平成9年）- 西陣中央小学校に統合され、閉校[5]

## 聚楽学区
聚楽学区（じゅらくがっく）は、京都市の学区（元学区）のひとつ。京都市上京区に位置する。明治初期に成立した地域区分である「番組」に起源を持ち、学区名の由来ともなるかつての聚楽小学校の通学区域であり、今でも地域自治の単位となる地域区分である。
明治2年（1869年）の第二次町組改正により成立した上京第15番組に由来し、同年には、区域内に上京第15番組小学校（のち明治8年（1875年）に聚楽小学校に校名を改称）が創立した。明治5年（1872年）には上京第16区、明治12年（1879年）には区が組となり上京第16組となった。学区制度により明治25年（1892年）には上京第12学区となった。
昭和4年（1929年）に、学区名が小学校名により改称され、上京第12学区から聚楽学区となった。昭和17年（1942年）に京都市における学区制度は廃止されるが、現在も地域の名称、地域自治の単位として用いられている。

### 人口・世帯数
京都市内では、概ね元学区を単位として国勢統計区が設定されており、聚楽学区の区域に設定されている国勢統計区（上京区第4国勢統計区）における令和2年（2020年）10月の人口・世帯数は3,112人、1,693世帯である。

### 地理
上京区の南西部に位置する学区であり、北側で桃薗学区、東側で中立学区、南側で待賢学区（一部西側で出水学区）、西側で正親学区と接する。区域は、東は堀川通、西は松屋町通、北は一条通、南は下長者町通で限られ、面積は0.166平方キロメートルと、上京区では最も小さな学区である。

### 聚楽学区内の通り

#### 東西の通り
- 一条通
- 中立売通
- 上長者町通
- 下長者町通

#### 南北の通り
- 堀川通
- 葭屋町通
- 猪熊通
- 黒門通
- 旧大宮通
- 大宮通
- 松屋町通

### 聚楽学区の町名
学区内の如水町、小寺町、常陸町、藤五郎町、飛弾殿町の町名は、聚楽第の黒田（小寺）如水、木村重茲、長谷川藤五郎、蒲生氏郷らの武家屋敷跡に由来するとされる。
- 皀莢町
- 奈良物町
- 福大明神町
- 北俵町
- 南俵町
- 菊屋町
- 小寺町
- 猪熊一丁目
- 猪熊二丁目
- 飛弾殿町
- 榎町
- 北小大門町
- 南小大門町
- 庇町
- 梨木町
- 糸屋町
- 常陸町
- 藤五郎町
- 和水町
- 東堀町
- 下鏡石町
- 神明町
- 如水町
- 鏡石町
- 下石橋南半町
- 役人町
- 新元町[10]
- 杉本町
- 須浜東町
- 堀川下之町

## 周辺

### 聚楽学区内の主な施設
- ハローワーク西陣（京都西陣公共職業安定所 京都西陣所庁舎）- 大宮通中立売下る

## 関連文献
- 『京都市の地名』平凡社〈日本歴史地名大系27〉、1979年。ISBN 4-582-49027-1。
- 碓井小三郎「上京第十二学区之部」『京都坊目誌 上京之部 乾 上巻之十二-十五』1915年、365-380頁。doi:10.11501/1210445。
- 「上京区聚楽学区」『京都市学区大観』京都市学区調査会、1937年、43-44頁。doi:10.11501/1440637。